# Joffrey Lupul
Joffrey Douglas Sheldon Lupul, född 23 september 1983 i Fort Saskatchewan, Alberta, är en kanadensisk före detta professionell ishockeyspelare. 
Han spelar som högerforward för NHL-laget . Lupul spelade under sin karriär för Toronto Maple Leafs, Anaheim Ducks, Philadelphia Flyers och Edmonton Oilers och på lägre nivåer för Avtomobilist Yekaterinburg i KHL under NHL-lockouten 2012–13.
Lupul debuterade i NHL med Mighty Ducks of Anaheim säsongen 2003–04. Han gjorde då 13 mål och 21 assist på 75 matcher. Under sin andra säsong med laget, 2005–06, ökade hans offensiva produktion ytterligare då det på 81 matcher blev 28 mål och 25 assist för totalt 53 poäng. 
I juli 2006 ingick Lupul i en bytesaffär där Anaheim skickade honom, Ladislav Smid och ett antal höga val i NHL-draften till Edmonton Oilers i utbyte mot stjärnbacken Chris Pronger. 
I Oilers hade Lupul en ganska misslyckad säsong, med endast 28 poäng på 81 matcher, innan han återigen byttes bort. Lupul och Jason Smith skickades till Philadelphia Flyers i utbyte mot Joni Pitkänen och Geoff Sanderson.